# Демечер
Демечер (угор. Demecser) — місто в медье Саболч-Сатмар-Береґ в Угорщині. У місті на площі 36,99 км² проживає 4525 жителів (на 2005 рік).

## Географія
Демечер розташований на півночі медьє Саболч-Сатмар-Береґ, недалеко від населеного пункту Лоньяі-Фочаторна. Лежить на відстані 4 км від села Кек, за 3 км від села Гегень, за 11 км від Домбрада, за 5 км від Беркес і за 6,5 км від Секей.
Дістатися можна залізничним транспортом до станції Ньїредгаза–Загонь-вашутвонал.

## Історія
Демечер вперше згадується в письмових джерелах 1333 року під назвою Девечер, але пізніше назву вже в сучасній версії як Демечер.
Відомі на сьогодні джерела повідомляють, що на місці утворення населеного пункту було споруджено храм на честь Святого Георгія, а приблизно в 1330—1333 роках в тій місцевості вже було рибальське селище.
В 15-му столітті Демечер вже згадується в письмових джерелах як місто.
В 18-му — наприкінці 19-го століття крупними сімействами Демечера були Корда, Баркочь, Вальтер, Золтан, Будай, Домбраді, Іріньі, Ярмі, Кручай, Околічаньі, Ерьошш, Елєк, Сіксай, Шєртє.
В 20-му столітті в місті виділялися сімейства Хадік-Баркочі Ендрє, Елєк Еміль, Ласло і Дєжьо, Тьорьок Дьюла і Грос Ігнац. Під час бою між Червоною Армією і румунським військом 26 квітня 1919 року перед вторгненням населення було призване до складу румунської армії.
Офіційний статус міста Демечер отримав в 2001 році.

## Населення
За переписом 2001 року 91 % сільського населення становили угорці і 9 % цигани. На 1 січня 2010 року загальна кількість населення становила 4 345 осіб.

## Пам'ятки
- Реформаторська церква 1820 року.
- Римсько-католицька церква 1890 року.

26 — 28 вересня в Демечері відзначається традиційне свято збору врожаю капусти, що є найбільшою місцевою подією.
| Угорщина | Це незавершена стаття з географії Угорщини. Ви можете допомогти проєкту, виправивши або дописавши її. |